# كولي (إميليا رومانيا)
كولي (بالإيطالية: Coli)‏ هي بلدية في مقاطعة بياتشنزا في إقليم إميليا رومانيا الإيطالي.

## السكان
في سنة 1861 بلغ عدد السكان 2٬886 نسمة، وتطور العدد ليصل في سنة 2011 لـ 955 نسمة.
يظهر هذا المخطط البياني تطور النمو السكاني لـ كولي (إميليا رومانيا)